# Мелітта Ванковича
Мелітта Ванковича (Melitta wankowiczi) — вид комах з родини Melittidae. Один із 37 видів підроду Cilissa роду Melitta (налічує 44 види), локально поширеного у світі (є окремі знахідки представників цього роду на всіх континентах, за винятком Австралії). Один із 7 видів роду у фауні України. Вид синонімізовано з Melitta melanura (Nylander, 1852), що стало відомо після юридичного закріплення назви в Червоній книзі України. Має значення як запилювач різних видів дзвоникових, у тому числі занесених до ЧКУ.

## Морфологічні ознаки
Самиця: довжина тіла 12-13 мм. Більша частина тіла чорна, лише вершинна частина мандибул, гомілкових шпор і останні членики лапок жовтувато-коричневого кольору; апікальні краї тергумів коричнюваті, прозорі. Голова опушена довгими й відстовбурченими або слабо прилягаючими сірувато-білими волосками; на генальній частині та по внутрішніх краях очей (іноді також на чолі) змішаних із коричневато-чорними волосками. Мезосома, окрім спини, вкрита довгими сірувато-білими волосками. Щиток на передній частині й по бічних краях із більш короткими жовтувато-білими волосками, інша частина щитка з коричнюватими темними волосками. Гомілкова сумка на вершинній половині з жовтуватими, а на основній частині — з чорними волосками. 1-й тергум вкритий рідкими довгими сірувато-білими волосками; 2-4 — з трохи довшими, сріблясто-білими волосками на бічних частинах і з вузькими перев'язками з білих волосків на апікальних краях. Анальна бахромка з довгих густих коричневато-чорних волосків. Самець: довжина тіла 10-13 мм. Подібний до самиці, але тіло більш витончене, вусики значно довші, спинка зверху вкрита більш густими довгими волосками жовтувато-каштанового кольору.

## Поширення
Дуже рідкісний локально поширений палеарктичний вид, зареєстрований у Швеції, Австрії, Німеччині, Польщі, Румунії, Туреччині, Литві, Бєларусі, Україні, Словаччині, Волгоградській та Воронезькій областях Росії та Монголії.
В Україні знайдений у Донецькій, Харківській, Сумській, Полтавській областях, а також у передгір'ях Карпат.

## Особливості біології
Літає у червні-серпні. Має одну генерацію на рік. Гніздування не відоме. Інші досліджені види цього роду будують гнізда в землі, де влаштовують сильно нахилені вниз комірки, які облицьовані воскоподібною речовиною. Корм для личинок заготовляється з пилку зі значною домішкою нектару й має кашоподібну форму. Антофіл, живиться нектаром та пилком рослин, вузько приурочений до квіток дзвоників (Campanula).

## Загрози та охорона
Чисельність знижується через різке зменшення кількості кормових рослин — дзвоникових (Campanulacea), у тому числі занесених до Червоної книги України.
Необхідно створити заказники в місцях мешкання виду та охороняти його кормові рослини.